# Kékfejű bozótkakukk
A kékfejű bozotkakukk (Centropus monachus) a madarak osztályának kakukkalakúak (Cuculiformes) rendjébe, ezen belül a kakukkfélék (Cuculidae) családjába tartozó faj.
A magyar név forrással nem megerősített.

## Előfordulása
Angola, Benin, Bissau-Guinea, Burundi, Kamerun, Csád, Dél-Szudán, a Kongói Demokratikus Köztársaság, a Kongói Köztársaság, a Közép-afrikai Köztársaság, Elefántcsontpart, Egyenlítői-Guinea, Eritrea, Etiópia, Gabon, Ghána, Guinea, Kenya, Libéria, Mali, Nigéria, Ruanda, Szudán, Tanzánia, Togo és Uganda területén honos.

## Alfajai
- Centropus monachus fischeri
- Centropus monachus monachus
- Centropus monachus occidentalis
- Centropus monachus verheyeni

## Külső hivatkozások
- Képek az interneten a fajról
- Videó a fajról